# Ouro Preto do Oeste
Ouro Preto do Oeste is een gemeente in de Braziliaanse deelstaat Rondônia. De gemeente telt 35.737 inwoners (schatting 2020).

## Aangrenzende gemeenten
De gemeente grenst aan Jaru, Ji-Paraná, Nova União, Teixeirópolis en Vale do Paraíso.